# Декастаннид ундекагадолиния
Декастанни́д ундекагадоли́ния — бинарное интерметаллическое неорганическое соединение
гадолиния и олова
с формулой Gd11Sn10,
кристаллы.

## Получение
- Сплавление стехиометрических количеств чистых веществ:

{\displaystyle {\mathsf {11Gd+10Sn\ {\xrightarrow {1095^{o}C}}\ Gd_{11}Sn_{10}}}}

## Физические свойства
Декастаннид ундекагадолиния образует кристаллы тетрагональной сингонии, пространственная группа I 4/mmm, параметры ячейки a = 1,167 нм, c = 1,715 нм, Z = 4,
структура типа ундекагольмийдекагермания Ho11Ge10
.
Соединение образуется по перитектической реакции при температуре 1095 °C
 (1521°С).